# Didelphis
Didelphis és un gènere de l'ordre de marsupials Didelphimorphia. Inclou les sis espècies d'opòssums americans grossos.